# Manuel González Carrasco
Manuel González Carrasco (24 de diciembre de 1877 – 10 de octubre de 1958) fue un militar español que combatió en la guerra del Rif. Tuvo un papel relevante en varias de las conspiraciones militares que se desarrollaron contra el gobierno de la Segunda República, especialmente en el  intento del golpe de Estado del 18 de julio de 1936, cuya frustración dio inicio a la guerra civil.

## Biografía

### Carrera militar
El 29 de agosto de 1894 ingresó en la Academia de Infantería de Toledo.
Intervino en numerosas acciones de la guerra de Marruecos. El 12 de junio de 1919 el ya teniente coronel González Carrasco fue nombrado jefe del Grupo de Fuerzas Regulares Indígenas "Larache" N.º 4, sustituyendo a Enrique Salcedo. Continuará al frente de esta unidad hasta agosto de 1923, cuando cesó en el mando y fue sustituido por Luis Pareja Ascuens. En mayo de 1925 ascendió al rango de general de brigada por méritos de guerra, siendo nombrado Gobernador militar de Guadalajara. 
Tras regresar nuevamente al Marruecos español, después del éxito que había supuesto el desembarco de Alhucemas, en mayo de 1926 la columna de González Carrasco enlazó con las fuerzas francesas en la meseta de Tesef, lo que suponía partir en dos el territorio controlado por los rebeldes rifeños. Tras ello, las facciones de la cábila de Beni Tuzin, de Beni Taban y de Beni Zian entregaron su armamento. Con el final de la contienda, en octubre de 1927 fue nombrado Gobernador militar de Melilla.
En enero de 1930 ascendió al rango de general de división, siendo nombrado Gobernador militar de Ferrol.
Tras la proclamación de la Segunda República se encontraba al frente de la guarnición de Granada. Desde el comienzo González Carrasco se mostró contrario a la República y tomó parte en conspiraciones contra el nuevo régimen. Estaba previsto que participase en el Golpe de Estado de agosto de 1932, con el objetivo de sublevar a la guarnición de Granada. Sin embargo, después de que el general Sanjurjo se sublevara en Sevilla, en Granada no ocurrió nada y tras unas horas el golpe de Estado fracasó en toda España. A pesar de no haber logrado sublevar a la guarnición de Granada, González Carrasco huyó a Francia, junto a otros de los implicados en la intentona. Su participación en la conspiración le costó cara: el gobierno expropió bienes rústicos a muchos de los que habían participado en el complot militar.

### Complots y conspiraciones
En junio de 1934 pasó un mes arrestado en el Castillo de San Julián por haber participado en un fallido complot antirrepublicano y un acto político sin estar autorizado para ello.
En febrero de 1936, tras ganar un recurso ante el Tribunal Supremo de España, González Carrasco fue reintegrado al servicio activo.
En esa época ya se encuentra inmerso en una nueva conspiración militar que pretende derribar al gobierno de la República. 
El 8 de marzo asistió en Madrid a una reunión junto a otros generales (Mola, Orgaz, Villegas, Fanjul, Franco, Rodríguez del Barrio, García de la Herrán, Saliquet y Ponte), en la que se acordó organizar un alzamiento militar que derribara al gobierno del Frente Popular recién constituido y “restableciera el orden en el interior y el prestigio internacional de España”. Se formó una junta militar que llevaría a cabo los preparativos del golpe de Estado, de la que formó parte el propio González Carrasco. El 17 de abril tuvo lugar otra reunión de los conspiradores en el domicilio madrileño de González Carrasco y se decidió que la sublevación militar fuera el 20 de abril, siendo González Carrasco el encargado de sublevar a la guarnición de Barcelona. Sin embargo, el encargado de dirigir el levantamiento, el general Rodríguez del Barrio, se echó atrás en el último momento y la sublevación no tuvo lugar. Desde ese momento, el general Emilio Mola Vidal se hizo cargo de la organización de la futura sublevación militar. 
A mediados de junio, González Carrasco y Mola se reúnen en Navarra para concretar detalles; González Carrasco dirigirá la sublevación de Barcelona y la IV División Orgánica. Éste realizó a tal efecto varios viajes a la capital catalana para organizar la sublevación, pero ya fuera por las discrepancias con los oficiales conspiradores de la guarnición barcelonesa o por otras razones, estos solicitaron a Mola que fuera el general Goded el que dirigiera la sublevación catalana y no González Carrasco.
A comienzos del mes de julio, a petición del comandante Bartolomé Barba y de otros oficiales conspiradores, González Carrasco finalmente se hizo cargo de la sublevación en Valencia y en el territorio de la III División Orgánica, algo a lo que inicialmente se había negado por las dudas que tenía.

### Guerra civil
Tras la sublevación del Ejército de África, la mañana del 19 de julio González Carrasco y otros oficiales intentaron dirigirse a la sede de división para hacerse con el mando, pero la situación en la capital valenciana era caótica para los conspiradores. González Carrasco finalmente decidió echarse atrás, quizás influido por la decisión de Luis Lucia, líder de la Derecha Regional Valenciana, de proclamar su fidelidad al gobierno y no formar el contingente de combatientes que había prometido a los militares. En esa situación, González Carrasco y Barba huyeron de Valencia por mar, a escondidas.
Durante la Guerra civil no tuvo ningún papel relevante.
Falleció el 10 de octubre de 1958 en su domicilio de la calle Núñez de Balboa de Madrid.

## Condecoraciones
- Medalla Militar individual.
- Gran cruz del Cruces del Mérito Naval.
- Gran cruz de la Orden militar de María Cristina.
- Gran cruz roja de la Cruces del Mérito Militar.
- Siete cruces rojas de primera clase.
- Cinco cruces rojas de segunda clase.
- Medalla de Alfonso XIII.
- Medalla de Sufrimientos por la Patria.
- Gentilhombre de cámara con ejercicio de S.M. Alfonso XIII.
- Comendador de la Legión de Honor.